# He`s a Pirate
Він Пірат (англ. He's a Pirate)  - музика, написана Клаусом Бадельтом і Гансом Циммером у фільмах Disney 2003 року «Пірати Карибського моря», вперше показана в «Піратах Карибського моря: Прокляття Чорної Перлини» та альбомі під назвою «Creation». Вона набула популярності серед музикантів різних стилів. Дуже багато музикантів випустили власні аранжування та ремікси. Наприклад, голандський діджей Тієсто у 2006 році вперше випустив сінгл, Тейлор Девіс випустив свою версію на скрипці у 2013 році, відоме аранжування для гітари Вульфгана Врекуна.

## Опис

### Дискографія
Цей трек найбільш відомий як головна тема фільмів "Пірати Карибського моря". Вона звучить наприкінці кожного фільму та є першою темою, яку можна почути після закінчення титрів. Невелика варіація з'являється в середній частині пісні Drink Up Me Hearties - саундтреку до фільму Пірати Карибського моря: На краю світу. У саундтреку до фільму Пірати Карибського моря: На дивних берегах ця тема знову звучить наприкінці титрів, але у ній звучить тема іспанської гітари у виконанні Rodrigo y Gabriela. 

### Походження назви
Свою назву вона отримала від репліки Джека Горобця, що повторюється у фільмі ("Він пірат!"), яку вимовляє Уезербі Свонн, на що Вільям Тернер відповідає: "І хороша людина!"), а потім в останній репліці Елізабет Свонн у фільмі до Вільяма Тернера.

### Особливості композиції
Композиція He's a Pirate написана у ключі ре мінор. Згідно з базою даних Theorytab, це 4-й за популярністю ключ серед мінорних ключів і 10-й за популярністю серед усіх ключів. Мінорні лади поряд з мажорними є поширеним вибором для популярної музики. Три найважливіших акорди, побудовані на першій, четвертій та п'ятій ступені гами, - це мінорні акорди (ре мінор, соль мінор і ля мінор).

## Зовнішні посилання
- Pirates of the Caribbean "2003" Soundtrack - He's a Pirate (Відеокліп)
- He`s a Pirate в дуеті на фортепіано, Walt Disney Music Company 2003 (Відеокліп)
- Аранжування He`s a Pirate для гітари (Ноти)